# Ludolph van Ceulen

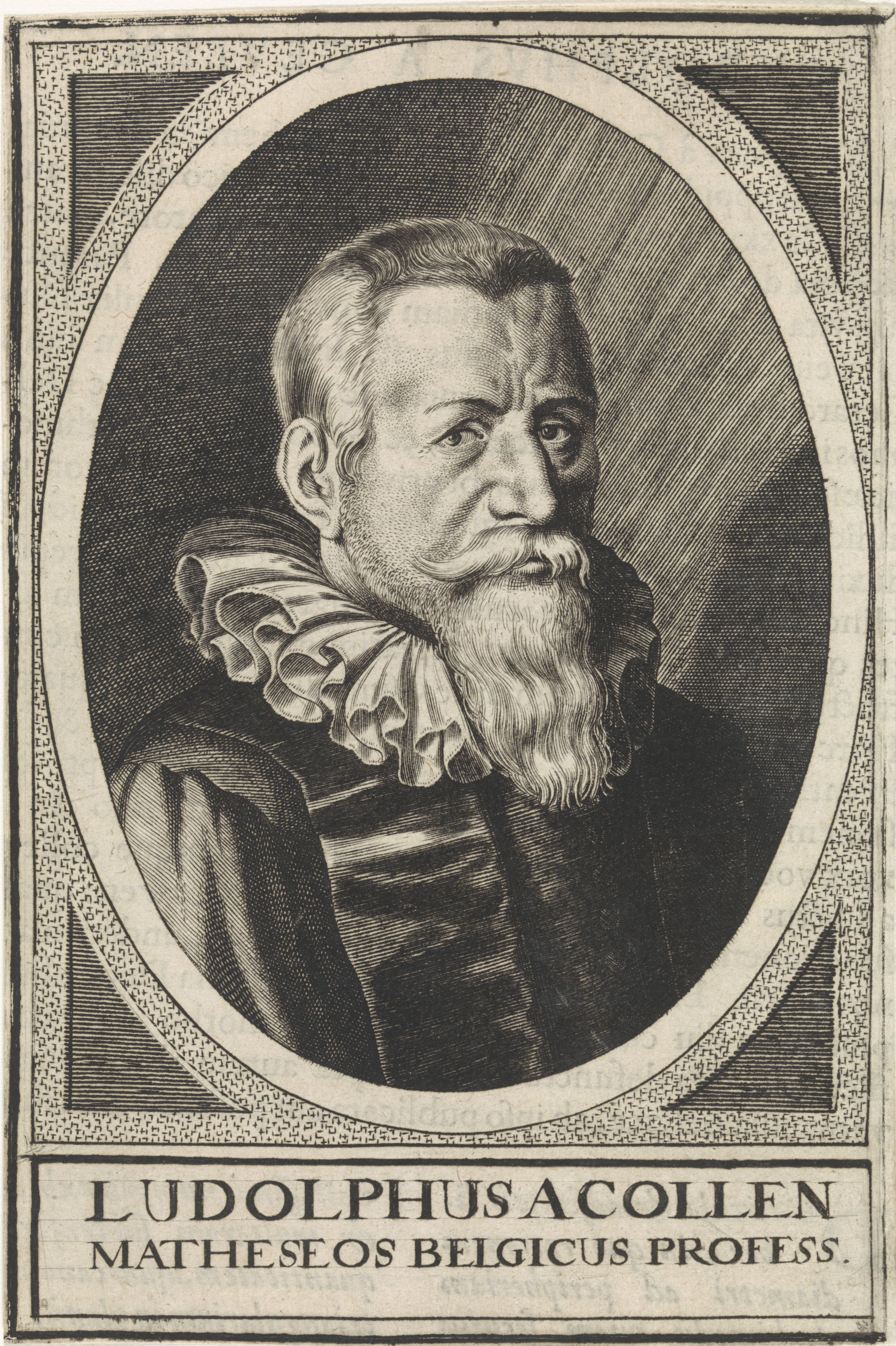
Ludolph van Ceulen

Ludolph van Ceulen, auch Ludolf van Ceulen, (* 28. Januar 1540 in Hildesheim; † 31. Dezember 1610 in Leiden) war ein Fechtmeister und Mathematiker.

## Leben
Ludolph van Ceulen zog schon in Kinderjahren nach Delft. Im Jahr 1594 gründete er eine Fechtschule in Leiden. Pieter Bailly, ein Fechtmeister an der Schule, schrieb 1602 ein Manuskript über das Fechten nur mit einem Rapier für Prinz Moritz von Oranien, der die Schule förderte. Im gleichen Jahr kam es zu einem Konflikt zwischen van Ceulen und Bailly, da dieser entgegen Absprachen auch außerhalb seiner Schule Fechtunterricht gab, was ihm von der Stadt schließlich untersagt wurde.
1600 wurde van Ceulen zum ersten Professor für Arithmetik, Vermessungskunde und Festungsbau an die der Universität Leiden angeschlossene Ingenieurschule berufen. Die Lehrer an der Ingenieurschule hatten ein geringes Ansehen an der Universität, da sie oft aus der Praxis kamen und zum Beispiel wie van Ceulen keine Universitätsausbildung hatten. Überdies unterrichteten sie in der Landessprache und nicht in Latein. Van Ceulens Werke wurden erst nach seinem Tode von seinem Schüler Willebrord Snell ins Lateinische übersetzt.

## Ludolphsche Zahl

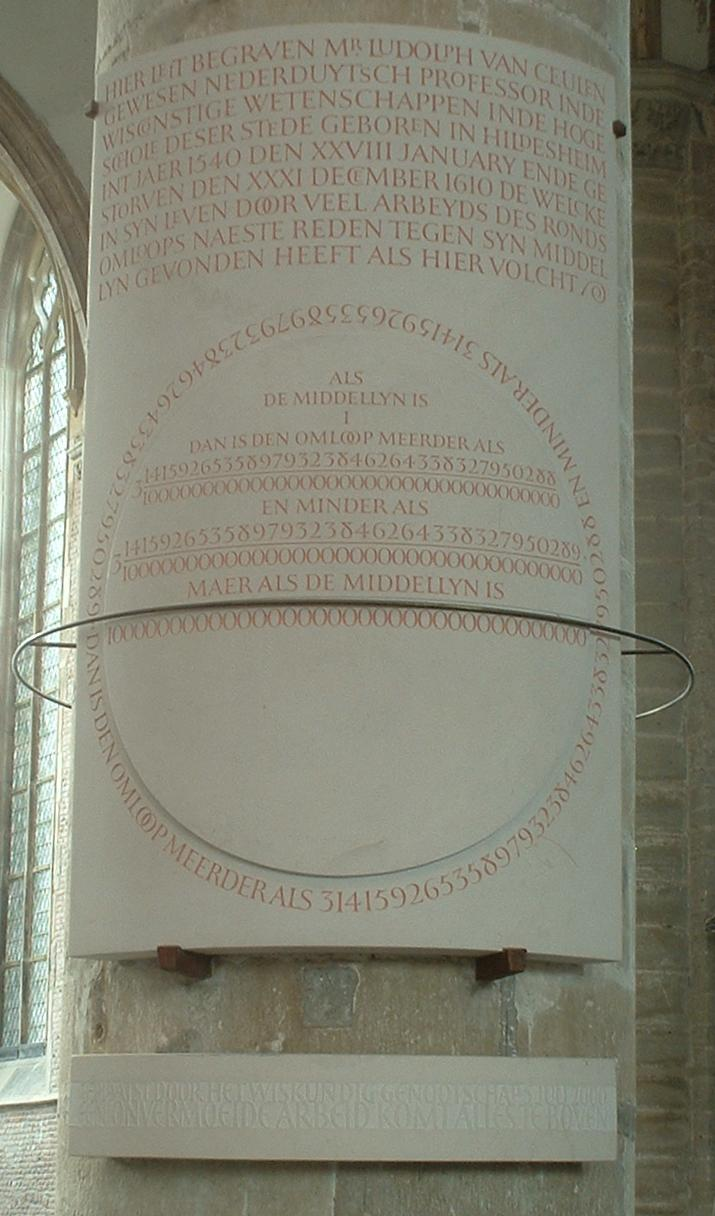
Die Nachbildung des Grabsteins

Ludolph van Ceulen ist noch heute berühmt durch die auf 35 Dezimalstellen genaue Berechnung der Kreiszahl {\displaystyle \pi }, den ersten Fortschritt nach der Berechnung auf 15 Nachkommastellen durch den persischen Mathematiker Dschamschid Masʿud al-Kaschi im Jahr 1424. Bis ins 19. Jahrhundert bezeichnete man {\displaystyle \pi } auch als Ludolphsche Zahl. Er verbrachte einen Großteil seines Lebens mit diesen Berechnungen und ließ die 35 Stellen in seinen Grabstein eingravieren. Der ursprüngliche Grabstein ist im 19. Jahrhundert verlorengegangen, aber am 5. Juli 2000 wurde eine Nachbildung in der Pieterskirche in Leiden aufgestellt. Van Ceulens Schüler Snellius, der Übersetzer ins Lateinische und Herausgeber seiner Werke, bemerkte 1621, dass diese Genauigkeit auch mit der Hälfte des Rechenaufwands hätte erreicht werden können. Den mathematischen Beweis erbrachte dann Christiaan Huygens.

## Van Ceulens Berechnungen
Archimedes ging bei seinen Forschungen zur Kreiszahl von regelmäßigen Vielecken aus, die einem Kreis mit dem Radius {\displaystyle r=1} (Einheitskreis) einbeschrieben beziehungsweise umschrieben sind, die sogenannte Exhaustionsmethode. Je höher die Eckenzahl dieser Vielecke ist, umso mehr nähern sie sich von innen und außen dem Kreis an. Archimedes begann beim regelmäßigen Sechseck, setzte mit dem Zwölfeck fort, dann mit dem 24-, 48-, 96-Eck. Jedes Mal sind die Seitenlängen {\displaystyle s_{n}} des ein- und {\displaystyle S_{n}} des umbeschriebenen {\displaystyle n}-Ecks neu zu berechnen. Archimedes fand mit Hilfe des Strahlensatzes und des Satzes von Pythagoras folgenden Zusammenhang zwischen zwei aufeinanderfolgenden Seitenlängen {\displaystyle s_{2n}} und {\displaystyle s_{n}}:

{\displaystyle s_{2n}={\sqrt {2-{\sqrt {4-s_{n}^{2}}}}}={\frac {s_{n}}{\sqrt {2+{\sqrt {4-s_{n}^{2}}}}}},\qquad S_{n}={\frac {2s_{n}}{\sqrt {4-s_{n}^{2}}}}}
Archimedes hat vermutlich die linke Rekursions-Formel verwendet. Durch eine (einfache) Umformung ergibt sich die mittlere Rekursions-Formel, die für numerische Rechnungen günstiger ist (Auslöschung) und aus neuerer Zeit stammt.
Archimedes hat durch das ein- und umbeschriebene 96-Eck (also n=6·2·2·2·2) die Ungleichung
{\displaystyle 3{\tfrac {1137}{8069}}<\pi <3{\tfrac {1335}{9347}}}
und daraus {\displaystyle 3{\tfrac {10}{71}}<\pi <3{\tfrac {1}{7}}} gewonnen.
Der zugehörige Vielecksumfang {\displaystyle u_{n}=n\cdot s_{n}} unterscheidet sich mit wachsendem {\displaystyle n} immer weniger vom Kreisumfang {\displaystyle U=2\pi \cdot r=2\pi }. Also ist der Zahlenwert von {\displaystyle u_{n}/2} ein immer besserer Näherungswert für {\displaystyle \ \pi .} Van Ceulen rechnete nach diesem Prinzip bis zum einbeschriebenen 262-Eck (einem Polygon mit etwa 4 Trillionen Seiten) und gewann damit im Laufe von 30 Jahren den Näherungswert:

3,141 592 653 589 793 238 462 643 383 279 502 88.

## Schriften

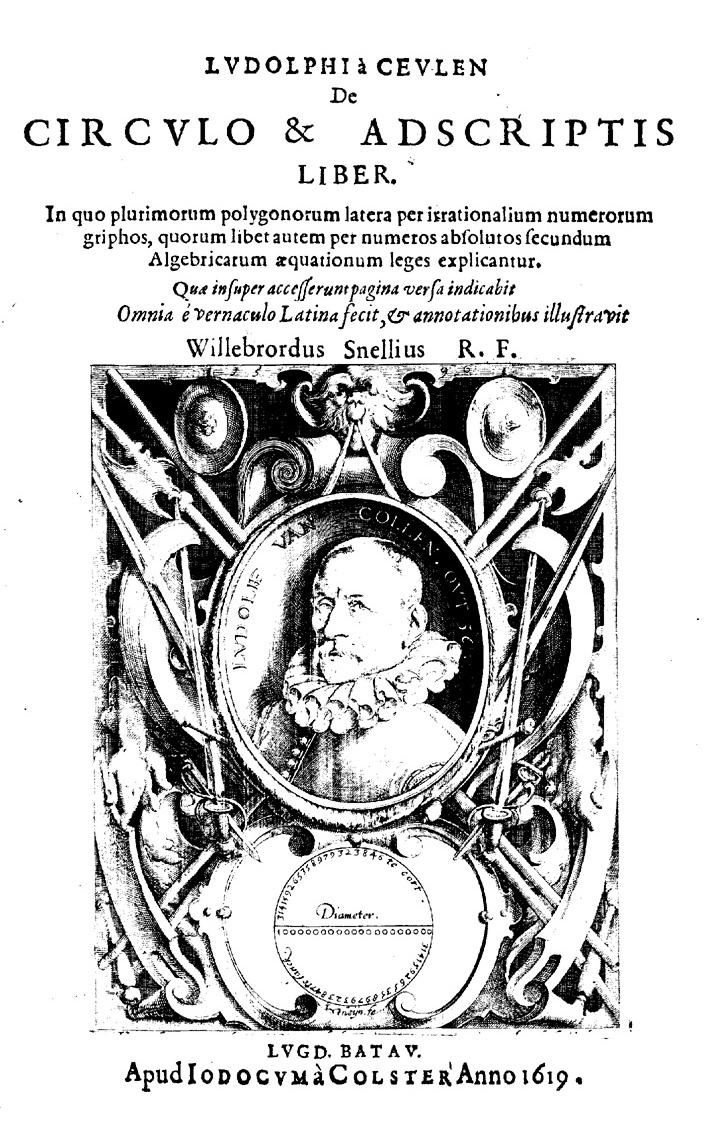
De circulo & adscriptis liber (1619)

- Ludolph van Colen: Proefsteen Ende Claerder wederleggingh dat het claarder bewijs : (so dat ghenaempt is) op de gheroemde ervindingh vande quadrature des Cirkels een onrecht te kennen gheuen / ende gheen waerachtich bewijs is ;Kort claar bewijs dat die nieuwe ghevonden proportie eens cirkels iegens zyn diameter te groot is ende ouer zuler de quadratura circuli des zeluen vinders onrecht is; Amsterdam, 1586
- Ludolf van Ceulen: Van den circkel. Daer in gheleert werdt te vinden de naeste proportie des circkels-diameter tegen synen omloop, daer door alle circkels (met alle figueren, ofte landen met cromme linien besloten) recht ghemetem kunnen werden. ... Noch de tafelen sinum, tangentium, ende secantium ... Ten laetsten van Interest, met alderhande tafelen daer toe dienende, met het ghebruyck, door veel constighe exempelen gheleerdt,... Tot Delf : ghedruckt by Ian Andriesz Boeckvercooper woonende aen't Maret-Veldt in't Gulden ABC, 1596 (Retrodigitalisiert)
- Ludolf van Ceulen: De arithmetische en geometrische fondamenten. Met het ghebruyck van dien in veele verscheydene constighe questien, soo geometrice door linien, als arithmetice door irrationale ghetallen, oock door den regel coss, ende de tafelen finuum ghesolveert; Leyden, Ioost van Colster, Iacob Marcus, 1615
- Fundamenta arithmetica et geometrica cum eorumdem usu in variis problematis geometricis, partim solo linearum ductu, partim per numeros irrationales et tabulas sinuum et algebram solutis, authore Ludolpho a Ceulen,... e vernaculo in latinum translata a Wil. Sn. [Willebrordo Snellio], 1617
- Ludolphi a Ceulen de Circulo et adscriptis liber, in quo plurimorum polygonorum latera per irrationalium numerorum griphos, quorumlibet autem per numeros absolutos secundum algebricarum aequationum leges explicantur... Omnia e vernaculo latina fecit et annotationibus illustravit Willebrordus Snellius, 1619